# Sarah Waters
Sarah Ann Waters OBE (Neyland, 1966. július 21. –) walesi regényíró. Leginkább a viktoriánus társadalomban játszódó, leszbikus főszereplőket felvonultató regényeiről ismert, mint például a Tipping the Velvet és a Fingersmith.

## Családja és tanulmányai

### Fiatalkora
Sarah Waters a walesi Pembrokeshire-beli Neylandben született 1966-ban. Később nyolc éves korában Middlesbrough-ba költözött.
Olyan családban nőtt fel, amelyben apja, Ron, anyja Mary, és egy "sokkal idősebb" nővére volt. Anyja háziasszony volt, apja mérnök, aki olajfinomítókban dolgozott. Családját "elég idillinek, nagyon biztonságosnak és gondoskodónak" írja le. Édesapja, "fantasztikusan kreatív ember", építkezésre és feltalálásra bátorította.
Waters azt mondta: "Amikor gyerekként képzelem el magam, azt látom, hogy építek valamit, gyurmából, papírmaséból vagy mekkánó építőjátékból; korábban is szerettem verseket és történeteket írni." Történeteket és verseket írt, amelyeket „rettenetes gótikus utánzatént” ír le, de nem tervezte karrierjét. Annak ellenére, hogy nyilvánvalóan élvezi az írást, nem érzett különösebb elhivatottságot vagy preferenciát, hogy fiatal korában regényíró legyen.
```
Nem tudom, hogy sokat gondolkodtam-e rajta, tényleg. Tudom, hogy régóta régész akartam lenni – mint sok gyerek. És azt hiszem, tudtam, hogy egyetemre készülök, bár a családomban senki más nem járt. Nagyon élveztem a tanulást. Emlékszem, édesanyám azt mondta nekem, hogy egyszer talán egyetemre megyek, és szakdolgozatot írok, és elmagyarázta, mi az a szakdolgozat; és nagyon izgalmas kilátásnak tűnt. Egyértelműen egy kicsit bolond voltam.
[
14
]
```

Waters a Campaign for Nuclear Disarmament (Kampány a nukleáris leszerelésért) támogatója volt, amihez akkori barátja hatására csatlakozott. Politikailag mindig is baloldalinak vallotta magát.

### Iskolái
A Milford Haven Gimnázium után Waters egyetemre járt, és angol irodalomból szerzett diplomát. BSc fokozatot szerzett a Kenti Egyetemen, MSc fokozatot a Lancasteri Egyetemen, és PhD fokozatot a Londoni Queen Mary Egyetemen. PhD-dolgozata Wolfskins and togas : lesbian and gay historical fictions, 1870 to the presen (Farkasbőrök és tógák: leszbikus és meleg történelmi fikciók, 1870-től napjainkig) inspirációként és anyagként szolgált a jövőbeli könyvekhez. Kutatása részeként 19. századi pornográfiát olvasott, amelyben első könyvének címére bukkant, Tipping the Velvet. Irodalmi hatásai azonban megtalálhatók a viktoriánus irodalom népszerű klasszikusaiban, például Charles Dickensben, Wilkie Collinsban és a Brontë nővérek-ben, valamint a kortárs regényírókban, amelyek a Victoriana iránti élénk érdeklődést a szépirodalom posztmodern megközelítésével ötvözik, különösen A. S. Byatt és John Fowles. Angela Carter Nights at the Circus című regénye óriási hatással volt debütáló regényére is, Waters pedig dicséri irodalmi prózáiért, "közös érintéséért" és a feminizmus iránti elkötelezettségéért.

### Magánélete
Waters leszbikusként vallott színt (coming out) az 1980-as évek végén. 2002 óta áll kapcsolatban Lucy Vaughan szerkesztővel. 2007-ben a délkelet-londoni Kenningtonban él.

### Pályafutása
Mielőtt regényeket írt volna, Waters akadémikusként dolgozott, doktori címet szerzett és tanított. Waters a doktori disszertációjától közvetlenül az első regényéig jutott. Dolgozatának megírása közben gondolta, hogy regényt fog írni; a dolgozat elkészülte után azonnal elkezdte. Munkája nagyon kutatás-intenzív, ami egy olyan szempont, amelyet élvez. Rövid ideig tagja volt a régóta működő London North Writers körnek, amelynek tagjai többek között Charles Palliser és Neil Blackmore regényírók is voltak.
A The Little Stranger kivételével minden könyve leszbikus témákat tartalmaz, és nem bánja, ha leszbikus írónak bélyegzik. Azt mondta: "Egyértelmű leszbikus napirenddel írok a regényekben. Ez ott van a könyvek középpontjában." Annak ellenére, hogy "általános napirenden van a történelem meglehetősen heteroszexuálisnak tekintett részeiből származó leszbikus történetek ugratása", saját szexuális irányultsága miatt is "véletlennek" nevezi leszbikus főszereplőit. "Így van ez az én életemben, és tényleg így van ez a legtöbb leszbikus és meleg ember számára, nem igaz? Valahogy ott van az életedben."
Írói hatásai közé tartozik Charles Dickens, Wilkie Collins, Mary Shelley, a Brontë nővérek, John Fowles, A. S. Byatt és Angela Carter.

## Díjak és kitüntetések
Waters 2003 januárjában bekerült Granta 20 legjobb fiatal brit írója közé. Ugyanebben az évben megkapta a South Bank irodalmi díjat. A 2003-as British Book Awards-on az év írójának választották. 2006-ban és 2009-ben is elnyerte az "Év írója" díjat az éves Stonewall Awards-on. 2009-ben a Royal Society of Literature tagjává választották. A Lancaster Egyetemen szerzett tiszteletbeli diplomát. Felkerült a vezető walesi LMBT-figurák Pinc-listájára.
A 2019-es születésnapi kitüntetésen a Brit Birodalom Rendjének (OBE) tisztjévé nevezték ki az irodalomért végzett szolgálataiért.
Minden regénye díjban részesült.

## Bibliográfia

### Non-fiction
- Waters, Sarah (1994). „'A Girton Girl on a throne' : Queen Christina and versions of lesbianism, 1906-1933”. Feminist Review (46), 41–60. o. DOI:10.2307/1395418. JSTOR 1395418.
- (1995) „"The Most Famous Fairy in History": Antinous and Homosexual Fantasy”. Journal of the History of Sexuality 6 (2), 194–230. o. JSTOR 3704122.
- Waters, Sarah (1995), Wolfskins and togas : lesbian and gay historical fictions, 1870 to the present, Queen Mary, University of London, <https://web.archive.org/web/20221202121453/https://ethos.bl.uk/OrderDetails.do?did=1&uin=uk.bl.ethos.393332>. Hozzáférés ideje: 2022-12-21

### Regények
- Tipping the Velvet, 1998
- Affinity, 1999
- Fingersmith, 2002
- The Night Watch, 2006
- The Little Stranger, 2009
- The Paying Guests, 2014

### Kritikai tanulmányok és ismertetők Waters munkásságáról
- Hughes, Emma (2014. szeptember 10.). „[Untitled review of The paying guests]”. Country Life 208 (37), 138. o.

### Magyarul megjelent
- Suhog a selyem, libben a bársony (Tipping the Velvet) – Ulpius-ház, Budapest, 2004 · ISBN 9637253289 · Fordította: Szántó Judit
- A szobalány (Fingersmith) – GABO, Budapest, 2017 · ISBN 9789634064282 · Fordította: Tóth Gizella
- A kis idegen (The Little Stranger) – GABO, Budapest, 2018 · ISBN 9789634067177 · Fordította: Sóvágó Katalin

## Adaptációk

### Televízió
- Tipping the Velvet (2002), BBC Two
- Fingersmith (2005), BBC One
- Affinity (2008), ITV1
- The Night Watch (2011), BBC Two

### Színdarab
- Tipping the Velvet (2015)
- The Night Watch (2019)

### Film
- The Handmaiden (2016)
- The Little Stranger (2018)

## Fordítás
- Ez a szócikk részben vagy egészben  a   Sarah Waters című angol Wikipédia-szócikk fordításán alapul.  Az eredeti cikk szerkesztőit annak laptörténete sorolja fel. Ez a jelzés csupán a megfogalmazás eredetét és a szerzői jogokat jelzi, nem szolgál a cikkben szereplő információk forrásmegjelöléseként.